# Dairut
Dairut è un centro abitato dell'Egitto, situato nel Governatorato di Asyut Questo è il punto in cui il Nilo si divide, e un ramo si allontana e alla fine finisce nel  al-Fayyum